# 책임정부
책임정부(責任政府, 영어: responsible government, 프랑스어: gouvernement responsable)는 영국의 정치에서 발달한 웨스트민스터 정치체제라는 의원 내각제의 근본인 의회의 책임성을 원칙으로 상징하는 정체이다. 위스트민스터 체제에서 행정 분야에 해당되는 정부는 군주가 아닌 의회를 책임진다. 영국 식민지의 정치적 관점으로 보면 영국의 정부를 책임진다. 만약에 의회가 양원제였다면 정부는 크기가 크며 직접 선거로 치르면서 결국에 상원보다 더 대표하는 하원을 먼저 책임진다.
의회에 향한 책임정부는 여러 가지 방법으로 나타난다. 대신들은 자기들의 결정과 부처의 실적을 의회의 의원들에게 보고한다. 의회 안에서 발표하는 일과 질의응답을 수행하는 요건은 대신들도 의원들이 수행하는 권리를 반드시 있여야 한다. 또한 국가 원수격인 군주 또는 총독이 대신을 공식적으로 임명한다. 그러나 이론상 군주의 분부대로 대신을 해고할 수 있지만 그들은 하원의 신뢰를 수용하는 조건으로 직책을 유지할 수 있다. 하원의 불신임 결의를 채택한 상태에서 개인으로써 또는 정부로써 그들의 신뢰를 잃어버리는 한 정부는 당장 물러가거나 새로운 총선거로 유권자들에게 굴복해야 한다. 마지막으로 군주는 오직 책임감 있는 대신들을 통해서 자기의 통치권을 수행해야 한다. 군주는 자기의 밑에서 비밀리 일하는 간부나 조문관으로 구성된 그림자 정부를 절대로 세울 수 없다. 즉 군주는 그들을 통치의 수단으로 쓰거나 그들의 비공식적인 자문을 받는 일도 금지한다. 통치권에 영향을 주는 한 그리고 책임감이 있는 대신들의 의견이나 자문에 따른 결과와 상관없이 군주는 반드시 이에 대한 결정을 만들거나 조치를 취하지 말아야 한다. 대신들은 원칙적으로 군주에게 자문을 제공해 줘야 한다. 예들들면 그들은 군주가 결정을 요구하는 사안의 이해를 확실히 하기 위해서 설명하는 의무가 있다. 또 다른 예는 군주가 대신들이 제시한 앞으로 나아 갈 정중하고 합리적인 조언들 중에 하나를 결정하는 경우가 있다.

## 캐나다

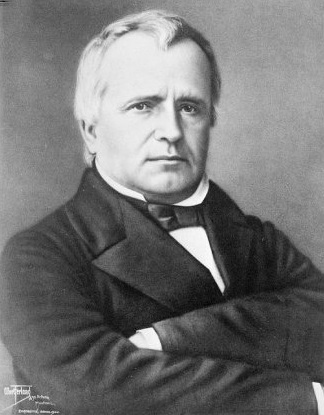
루이-이포릿 라폰테인, 캐나다 책임정부의 아버지 (프랑스계)

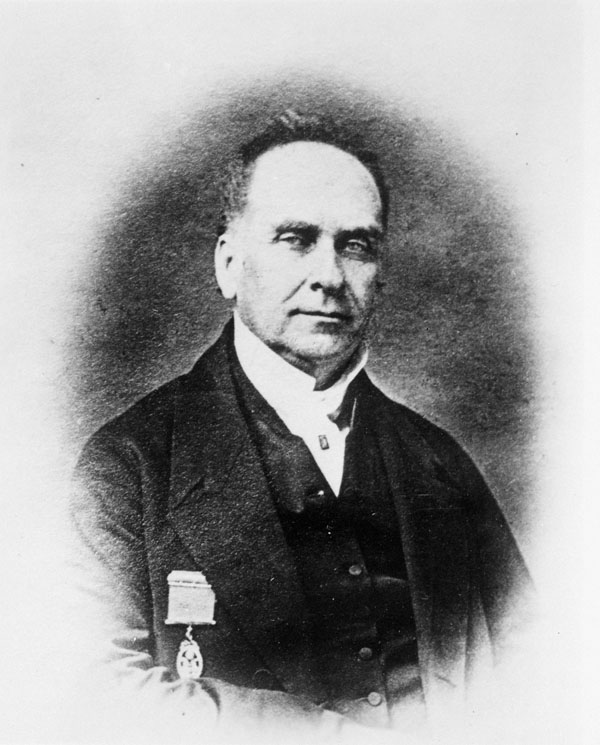
로버트 볼드윈, 캐나다 책임정부의 아버지 (영국계)

캐나다의 역사에서 책임정부는 자치권의 수립에 대표적으로 기여했던 정치적인 요소였다. 책임정치라는 개념은 캐나다에서 의회으로서의 책임보다 자치식민지와 공통성을 함께 나눈다. 이런 이유로 1933년 뉴펀들랜드 자치령이 책임정부를 그만 표방하였다는 전제 하에 자치령권을 포기하였다는 뜻으로 간주하였다.
미국 독립 혁명의 여파로 영국 정부는 영국계 인구가 큰 잔여 식민지들에서 정치적 그리고 사회적 불안에 민감하였다. 1837년에 루이-조셉 파피노가 이끌었던 로어 캐나다 반란과 1837년에서 1838년까지 윌리엄 라이언 매켄지가 이끌었던 어퍼 캐나다 반란을 겪고 난 후, 더럼 경이 영국령 북아메리카의 총독으로 임명한 다음부터 그는 이러한 국정의 문제점들을 연구하며 이런 불길한 사태들을 어떡해 해소하는데 힘썼다. 그의 보고서에 토대로 그가 추천하였던 해결책은 어느정도 발전되었던 식민지에게 책임정부를 수행하는 권리를 승인하는 방법이였다. 그 때 당시 책임정부라는 정치적인 용어는 구체적으로 영국의 군주가 임명한 총독이 선출된 의원들로 구성된 식민지 의회의 뜻을 받아주는 정책을 뜻하였다.
대영 제국의 식민지에서 처음으로 책임정부를 실시하였던 사례는 1848년 1월부터 2월까지 노바스코샤 식민지에서 조셉 하우라는 정치인의 도움으로 달성하였다. 유적위원회가 세운 노바스코샤 주의회의 명판은 이렇게 쓰였다.
"대영 제국의 첫 책임정부"
"노바스코샤 주는 1848년 2월 2일 최초로 식민지 입법기관의 부속 대의정치기구에서 다수를 당선된 정당만으로 구성된 행정위원회를 결성하였다. 이전 행정위원회에서 결정된 신뢰의 결여의 표결에 따라 결의를 제안하였던 제임스 보일 유니액크는 법무상 겸 정부대표가 되었다. "평화의 혁명"을 오랫동안 흥보하였던 조셉 하우는 주비서관이 되었다.그 밖에 행정위원회의 휴 벨, 윌리엄 프레드릭 데바르스, 로렌스 O. C. 도일, 허브트 헌팅던, 제임스 맥냅, 마이클 토빈, 그리고 조지 레니 영으로 구성되었다."

1849년 캐나다 성에서 의회의 개혁파들이 반란손해조례를 통과하는 일을 시험삼아 책임정부를 실시하였다. 이 법안은 1837년과 1838년 사이에 로어 캐나다에서 일어났던 반란의 피해를 받았던 프랑스계 캐나다인들에게 보상금을 제공해 주었다. 그 때 당시의 총독이었던 엘긴 경은 이 법안에 대해서 심각한 의혹을 품었더라도 또한 그 법안을 반대하였던 보수적인 토리당의 압력에 불구하고 재가를 승인하였다. 그 결과로 엘긴 경은 영어를 모국어를 삼았던 무리로부터 신체적으로 공격을 받았으며 폭동으로 몬트리올 의회가 불에 탔다. 비록 여러 가지 문제가 일어났지만 반란손해조례의 긍정적인 결과로 책임정부가 캐나다 정치계 속에 단단히 자리를 잡아 주었다. 책임정부를 인정하는 정치적 행위가 나중에 정치적으로 완벽한 독립을 이룰 수 있었던 첫째 단계가 되었다. 대영 제국의 시대와 영국 연방 왕국의 시대를 걸치면서 캐나다는 자치권 점점 커졌다. 책임정부의 개념의 시작으로 캐나다의 정치계의 최초의 자치법인 1867년 헌법, 최근의 1982년 헌법, 그리고 영국의 웨스트민스터 헌장의 기반으로 캐나다는 자치권의 결실이 맺혔다.

## 오스트레일리아와 뉴질랜드
오스트레일리아 대륙의 여러 식민지들은 대체로 인구가 적거나 죄수 유형지 또는 둘이 섞인 상태로 있었다. 그 때 당시의 행정권은 총독에 있었다. 그 이유는 대영 제국의 수도 런던과 오스트레일리아 대륙 사이의 거리가 방대하게 커서 지리적으로 불편한 여건으로 소통과 왕래가 느린게 진행되었다. 이리하여 총독은 큰 영향력을 행사할 필요가 있었다. 하지만 초기의 오스트레일리아 대륙의 식민지로 이민갔던 주민들은 영국식 웨스트민스터 체제를 이해와 동시에 참정할 기회를 늘리기 위해서 정부를 개혁하려고 노력하였다. 총독들과 대영 제국의 정부는 인구의 증가와 경제 성장의 속도어 맞추며 미국처럼 독립을 요구하는 혁명을 유발하는 일을 방지하며 여러 식믹지에 웨스트민스터 체제의 수립에 시동을 걸었다. 식민지들의 정치적인 발전은 처음에 구성원들이 완전히 임명되거나 일부만 당선된 입법기관에서 시작하였다. 그 이후로 1850년대에 웨스턴오스트레일리아 식민지와 뉴질랜드를 제외한 모든 오스트레일리아 대륙의 식민지들은 대의정체와 책임정부를 일제히 확립하였다. 웨스턴오스트레일리아 식민지도 1890년에 이와 비슷하게 확립하였다.

## 케이프 식민지
남부 아프리카의 영국령 케이프 식민지는 1827년부터 남아프리카 연방 소속의 케이프 주가 되었던 1910년까지 책임정부의 원칙으로 자치권을 행사하였다. 이렇게 바꾸기에 앞서 영국령 케이프 식민지 정부는 대신들이 식민지를 담당했던 의회가 아닌 총독에게 보고하였다. 1872년에 이 지역의 정치인 존 찰스 몰테노가 헨리 발크리의 지원으로 대신들을 직접 의회를 책임지게 만들어서 책임정부를 확립하였고 이어서 케이프 식민지의 첫 총리가 되었다.
이 시기는 영국령 케이프 지역의 경제가 회복되었으며 수출의 증가와 식민지의 영역이 팽창했던 기회를 맞이하였다. 그렇지만 때때로 일어났던 문제에 불구하고 식민지의 경제와 사회의 개선은 1899년 제2차 보어 전쟁까지 착실하게 진행하였다.
책임정부 치하 영국령 케이프 식민지는 남부 아프리카의 국가들 중에서 그리고 당시 세계에서 드물게 인종을 구분하지 않았던 보통선거를 성립하였다는 중요한 점이 있다. 하지만 나중에 남아프리카 연방을 세우기 위했던 1909년 남아프리카법의 결과로 다인종 보통선거제도가 천천히 무너졌다. 아파르트헤이트 정권은 곧이어 1948년에 이 선진적인 보통선거제도를 폐지하였다.

## 책임정부를 실시하였던 영국의 옛 식민지 목록
- 1848년 - 노바스코샤 성
- 1849년 - 캐나다 성
- 1851년 - 프린스에드워드아일랜드주
- 1854년 - 뉴브런즈윅 성
- 1855년 - 뉴펀들랜드 식민지 (1934년에서 1949년까지 유예), 뉴사우스웨일스주, 그리고 빅토리아주
- 1856년 - 뉴질랜드와 타스마니아 식민지
- 1857년 - 사우스오스트레일리아주
- 1859년 - 퀸즐랜드주 (같은 해에 처음부터 자치적으로 뉴사우스웨일스 주와 분리)
- 1872년 - 영국령 케이프 식민지
- 1890년 - 웨스턴오스트레일리아주
- 1893년 - 나탈 식민지
- 1906년 - 트란스발 식민지
- 1907년 - 오렌지 강 식민지
- 1921년 - 몰타 (1936년에서 1947년까지 유예 그리고 1959년부터 1962년까지 다시 유예)
- 1923년 - 남로디지아
- 1947년 - 인도

## 같이 보기
- 법치주의
- 권력 분립

## 참고 자료
1. ↑  영어판:"First Responsible Government in the British Empire."
"The first Executive Council chosen exclusively from the party having a majority in the representative branch of a colonial legislature was formed in Nova Scotia on 2 February 1848. Following a vote of want of confidence in the preceding Council, James Boyle Uniacke, who had moved the resolution, became Attorney General and leader of the Government. Joseph Howe, the long-time campaigner for this "Peaceable Revolution", became Provincial Secretary. Other members of the Council were Hugh Bell, Wm. F. Desbarres, Lawrence O.C. Doyle, Herbert Huntingdon, James McNab, Michael Tobin, and George R. Young."
2. ↑  정책적으로 실패하였던 두 가지 예로 대영 제국의 식민성이 1878년에 아프리카 남부의 영국령 식민지들을 국가 연합으로 강제 통합했던 계획을 시도하였고 아프리카너들의 트란스발 공화국의 정부와 무역과 철도 건설에 대한 문제에 마찰을 빚었다.

## 서적 자료
- 아서 베리데일 키스, Responsible Government in the Dominions (1912년)
- 로버트 로스, Status and Respectability in the Cape Colony, 1750-1870: A Tragedy of Manners (2009년) ISBN 0-521-62122-4